# Hannes Amman
Hannes Amman (4 ottobre 2002) è uno sciatore alpino tedesco.

## Biografia
Gigantista puro attivo dal novembre del 2018, Hannes Amman ha esordito in Coppa Europa il 6 febbraio 2021 a Berchtesgaden, senza completare la prova; non ha debuttato in Coppa del Mondo e non ha preso parte a rassegne olimpiche o iridate.

## Palmarès

### Coppa Europa
- Miglior piazzamento in classifica generale: 215º nel 2025

### Campionati tedeschi
- 1 medaglia:
  - 1 bronzo (slalom gigante nel 2025)